# Христо Дончев
Христо Дончев е български олимпиец, участвал в състезания по ски бягане в две издания на зимните олимпийски игри – в Осло (1952) и Кортина д'Ампецо (1956).

## Биография
Роден е на 17 октомври 1928 година. Участва в състезанието на 50 km ски бягане на шестите зимни олимпийски игри, провели се в Осло през 1952 година, където завършва на 25-о място от 36 участници. На следващите олимпийски игри, провели се в Кортина д'Ампецо през 1956 година, Дончев участва в състезанията на 30 km (завършва 43-ти от 54 участници) и на 50 km (26-и от 33 участници). 